# بنج ثوري
البنج الثوري نوع نباتي سام مخدر ينتمي إلى جنس البنج من الفصيلة الباذنجانية.

## الموئل والانتشار
موطن هذا النوع مصر وبلاد الشام.

## مرادفات للاسم العلمي
- (باللاتينية: Scopolia boveana Dunal)